# رامون سيزار سيرينو
رامون سيزار سيرينو (بالبرتغالية: Ramon César Cirino‏) (مواليد 25 مارس 2002 في بندامونهانغابا، البرازيل) لاعب كرة قدم برازيلي يجيد اللعب في مركز الوسط المحوري وبدرجة أقل الوسط المدافع والوسط المهاجم. يلعب حاليا لصالح الأهلي البحريني منذ 2024.